# Écully
Écully är en kommun i departementet Rhône i regionen Auvergne-Rhône-Alpes i östra Frankrike. Kommunen ligger i kantonen Écully som tillhör arrondissementet Lyon. År 2022 hade Écully 18 019 invånare.

## Befolkningsutveckling
Antalet invånare i kommunen Écully
| Referens: INSEE |

## Utbildning
- École Centrale de Lyon
- EMLYON Business School